# Valldora
Valldora es una entidad de población española del municipio de Navés, perteneciente a la provincia de Lérida, en la comunidad autónoma de Cataluña.

## Historia
Hacia mediados del siglo XIX, el lugar, ya por entonces perteneciente a Navés, tenía contabilizada una población de 82 habitantes. Aparece descrito en el decimoquinto volumen del Diccionario geográfico-estadístico-histórico de España y sus posesiones de Ultramar de Pascual Madoz con las siguientes palabras:

VALLDORA: l. en la prov. de Lérida, part. jud. y dióc. de Solsona, aud. terr. y c. g. de Barcelona, ayunt. de Naves. sit. en terreno desigual; su clima es frio, pero sano. Tiene unas 12 casas dispersas en el valle de su mismo nombre; igl. parr. (Sta. Eulalia) matriz de San Andrés de la Mora, servida por un cura de primer ascenso y patronato real; 3 ermitas (San Jaime, San Licerio y Sta. Cecilia); cementerio y buenas aguas potables. Confina N. Llinás; E. Capotal; S. San Feliú, y O. Castelló y Busa: en el térm. hay una hermosa casa de campo llamada Tornell de Valldora. El terreno es montuoso y quebrado, de secano y generalmente de ínfima calidad; cruza el valle el r. llamado Dora. Los caminos dirigen de Berga á Cardona: la correspondencia se recibe de Solsona. prod.: trigo, avena, maiz, legumbres, cáñamo, frutas y pastos; cria ganado vacuno, lanar, cabrio, mular y de cerda; caza de liebres y perdices y pesca de truchas y anguilas. pobl.: 9 vec., 82 alm. cap. imp.: 32,601 rs. contr.: el 14'48 por 100 de esta riqueza.
(Madoz, 1849, p. 590)

En 2022, la entidad singular de población tenía empadronados veintidós habitantes.